# Секретері (Меріленд)
Секретері (англ. Secretary) — місто (англ. town) в США, в окрузі Дорчестер штату Меріленд. Населення — 472 особи (2020).

## Географія
Секретері розташоване за координатами 38°36′30″ пн. ш. 75°56′50″ зх. д. / 38.60833° пн. ш. 75.94722° зх. д. (38.608463, -75.947348).  За даними Бюро перепису населення США в 2010 році місто мало площу 0,68 км², уся площа — суходіл. В 2017 році площа становила 0,75 км², уся площа — суходіл.

## Демографія
Згідно з переписом 2010 року, у місті мешкало 535 осіб у 213 домогосподарствах у складі 157 родин. Густота населення становила 789 осіб/км².  Було 234 помешкання (345/км²).
Расовий склад населення:
| - 88,4 % — білих - 6,4 % — чорних або афроамериканців - 0,4 % — корінних американців - 0,2 % — азіатів - 3,7 % — осіб інших рас |

До двох чи більше рас належало 0,9 %. Частка іспаномовних становила 7,3 % від усіх жителів.
За віковим діапазоном населення розподілялося таким чином: 23,0 % — особи молодші 18 років, 60,0 % — особи у віці 18—64 років, 17,0 % — особи у віці 65 років та старші. Медіана віку мешканця становила 43,6 року. На 100 осіб жіночої статі у місті припадало 96,0 чоловіків;  на 100 жінок у віці від 18 років та старших — 89,0 чоловіків також старших 18 років.
Середній дохід на одне домашнє господарство  становив 57 025 доларів США (медіана — 47 750), а середній дохід на одну сім'ю — 63 479 доларів (медіана — 55 875). Медіана доходів становила 43 523 долари для чоловіків та 32 917 доларів для жінок. За межею бідності перебувало 8,3 % осіб, у тому числі 3,0 % дітей у віці до 18 років та 4,9 % осіб у віці 65 років та старших.
Цивільне працевлаштоване населення становило 304 особи. Основні галузі зайнятості: освіта, охорона здоров'я та соціальна допомога — 32,9 %, будівництво — 13,5 %, публічна адміністрація — 10,5 %, роздрібна торгівля — 8,2 %.